# 聚对二甲苯
聚对二甲苯（Poly-p-xylylene），商品名帕里纶（Parylene），是通过化学气相沉积法制备的具有聚二甲撑苯撑结构的聚合物薄膜的统称，它有极其优良的电性能、耐热性、耐候性和化学稳定性，主要有 Parylene N（聚对二甲苯）、Parylene C（聚一氯对二甲苯）和 Parylene D（聚二氯对二甲苯）三种。它是采用真空热解气相堆积工艺制备，可制成极薄的薄膜，主要用作薄膜和涂层，用于电子元器件的电绝缘介质、保护性涂料和包封材料等。

## 生产过程
气相沉积法：摩尔比的对二甲苯与水蒸气在高温下作用产生对二甲苯双自由基，然后导入90 °C左右的惰性溶剂中进行吸收、蒸发溶剂浓缩降温、结晶、过滤得对二甲苯二聚体（[2.2]对环芳），精制后，将该二聚体进行高温裂解产生双自由基，再导入成膜室在成膜物体表面冷凝并迅速聚合，得到均匀致密的聚对二甲苯薄膜。